# Общество по проведению реформ в Конго
Общество по проведению реформ в Конго (англ. Congo Reform Association) — общество, созданное для разоблачения злоупотреблений в Свободном государстве Конго.
Было создано в марте 1904 года миссионером Генри Греттаном Гиннессом, журналистом Эдмундом Дином Морелом и дипломатом Роджером Кейсментом с целью улучшить состояние рабочих в Конго с помощью привлечения общественного внимания. Кейсмент в 1903 году подготовил доклад и был награждён за него Орденом Святого Михаила и Святого Георгия. Морел писал еженедельные статьи в «West Africa Mail», а Гиннесс выступал с лекциями. Отделения Общества были открыты в США. К 1912 году оно добилось своих целей и распалось. В 1924 году Морел был номинирован на Нобелевскую премию мира за работу в Обществе.
Общество поддерживали такие знаменитые писатели, как Джозеф Конрад, Анатоль Франс, Артур Конан Дойль, Марк Твен. Марк Твен написал сатирический памфлет «Монолог короля Леопольда в защиту его владычества в Конго», а Конан Дойль — книгу «Преступления в Конго».